# Søre Øyane
Søre Øyane is een plaats in de gemeente Bjørnafjorden in de Noorse provincie Vestland. Søre Øyane telt 785 inwoners (2007) en heeft een oppervlakte van 0,99 km².
Eikelandsosen · Hagavik · Osøyro · Søfteland · Søre Øyane · Søvik